# José Jaime Galeano
José Jaime Galeano Rua (* 22. Dezember 1945 in Santa Fe de Antioquia; † Juni 2021 in Siloé) war ein kolumbianischer Radrennfahrer.

## Sportliche Laufbahn
Galeano war Bahnradsportler und auch im Straßenradsport aktiv. Er war Teilnehmer der Olympischen Sommerspiele 1968 in Mexiko-Stadt. Im Sprint schied er im Vorlauf gegen Pierre Trentin aus.
Er war auch Teilnehmer der Olympischen Sommerspiele 1976 in Montreal. In der Einerverfolgung scheiterte er in der Qualifikation. In der Mannschaftsverfolgung schied Kolumbien mit José Jaime Galeano, Jorge Hernández, Carlos Mesa und Jhon Quiceno in der Qualifikationsrunde aus. 1970 gewann er die Mannschaftsverfolgung bei den Zentralamerika- und Karibikspielen.
Etappen in der Vuelta a Colombia gewann er 1966, 1967, 1969, 1972, 1975 und 1979. In der nationalen Meisterschaft im Straßenrennen wurde er 1966 Zweiter hinter Aníbal Ricardo, 1976 wurde er Dritter. 1970 gewann er das Straßenrennen der Männer bei den Zentralamerika- und Karibikspielen.